# Bäckerbock

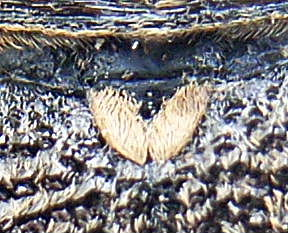
Das Schildchen mit dem unbehaarten Fleck

Der Bäckerbock oder Gefleckte Langhornbock (Monochamus galloprovincialis) ist ein Käfer aus der Familie der Bockkäfer (Cerambycidae).

## Beschreibung
Die Tiere werden 12 bis 25 Millimeter lang, je nach den Entwicklungsbedingungen für die Larve. Der Körper ist walzenförmig und schwarz. Der Kopf fällt senkrecht ab, sodass die Mundwerkzeuge nach unten zeigen. Die Augen sind so tief ausgerandet, dass sie fast zweigeteilt sind. Die langen und kräftigen Beine weisen den Käfer als gewandten Kletterer aus. Besonders die Länge der Vorderbeine der Männchen mit ihrer Funktion, das Weibchen bei der Begattung festzuhalten, ist auffallend. Der Halsschild erscheint von oben nahezu quadratisch und trägt seitlich je einen stumpfen Dorn. Das erste Glied der Fühler ist kräftig und auffallend abgestutzt. Die Fühler des Männchens sind mehr als doppelt so lang wie der Körper und einfarbig dunkelbraun, die des Weibchens ebenfalls länger als der Körper, doch sie erscheinen durch die helle Behaarung der Basis der Fühlerglieder geringelt. Männchen und Weibchen einer Art sind deswegen in der Färbung verschiedener als Männchen und Weibchen verschiedener Monochamusarten unter sich. Für die Art charakteristisch ist ein unbehaarter Fleck in der Mitte vorne des sonst dicht hellbraun behaarten Schildchens (Scutellum).
Die anderen Monochamus-Arten sind M. galloprovincialis sehr ähnlich. Der einzige Unterschied ist, dass bei anderen das Schildchen entweder ganz behaart oder anstatt eines Punktes ein Längsstreifen unbehaart ist.

## Vorkommen
Sie leben vor allem im Mittelmeergebiet (Südfrankreich), kommen aber in Mittel- und Süddeutschland vereinzelt vor. Sie leben in Kiefernwäldern.

## Lebensweise
Die Käfer fressen an der Rinde und den Trieben von jungen Zweigen. Die Larven entwickeln sich in Kiefern und richten dort Schäden an.